# Czerna (Pequeña Polonia)
Czerna es una villa polaca atravesada por el Río Eliaszówka, que cuenta con una población de aproximadamente 1.194 habitantes. 
- Wikimedia Commons alberga una categoría multimedia sobre Czerna.

- Datos: Q3495489
- Multimedia: Czerna, powiat krakowski / Q3495489

1. ↑  Worldpostalcodes.org,código postal n.º 32-065.